# Peter Fauster
Peter Fauster es un deportista austríaco que compitió en piragüismo en la modalidad de eslalon. Ganó tres medallas en el Campeonato Mundial de Piragüismo en Eslalon, en los años 1977 y 1979.

## Palmarés internacional
| Campeonato Mundial | Campeonato Mundial | Campeonato Mundial | Campeonato Mundial |
| Año                | Lugar              | Medalla            | Competición        |
| ------------------ | ------------------ | ------------------ | ------------------ |
| 1977               | Spittal (Austria)  | Medalla de plata   | K1 por equipos     |
| 1979               | Jonquière (Canadá) | Medalla de oro     | K1 individual      |
| 1979               | Jonquière (Canadá) | Medalla de plata   | K1 por equipos     |